# North Hartsville
North Hartsville es un lugar designado por el censo ubicado en el condado de Darlington, en el estado estadounidense de Carolina del Sur. La localidad en el año 2000 tiene una población de 3.136 habitantes en una superficie de 12.8 km², con una densidad poblacional de 249.3 personas por km². 

## Geografía
North Hartsville se encuentra ubicado en las coordenadas 34°23′45″N 80°4′13″O / 34.39583, -80.07028. Según la Oficina del Censo, el pueblo tiene un área total de 12,8 km² (4,9 mi²), de la cual 12,6 km² (4,9 mi²) es tierra y 0,2 km² (0,1 mi²) (2.02%) es agua.

### Localidades adyacentes
El siguiente diagrama muestra a las localidades en un radio de 24 kilómetros (14,9 mi) de North Hartsville.

## Demografía
En el 2000 la renta per cápita promedia del hogar era de $41.016, y el ingreso promedio para una familia era de $47.566. El ingreso per cápita para la localidad era de $22.376. En 2000 los hombres tenían un ingreso per cápita de $43.967 contra $25.186 para las mujeres. Alrededor del 15.4% de la población estaba bajo el umbral de pobreza nacional. 